# جينوت ويلتير
جينوت ويلتير (بالفرنسية: Jeannot Welter)‏ (15 مارس 1928 – 25 ديسمبر 1999) هو ملاكم لوكسمبورغي راحل، مثّل بلاده في الألعاب الأولمبية الصيفية في دورتي 1948 و1952.

## روابط خارجية
جينوت ويلتير على موقع أوليمبيديا (الإنجليزية)